# Блуменкорсо

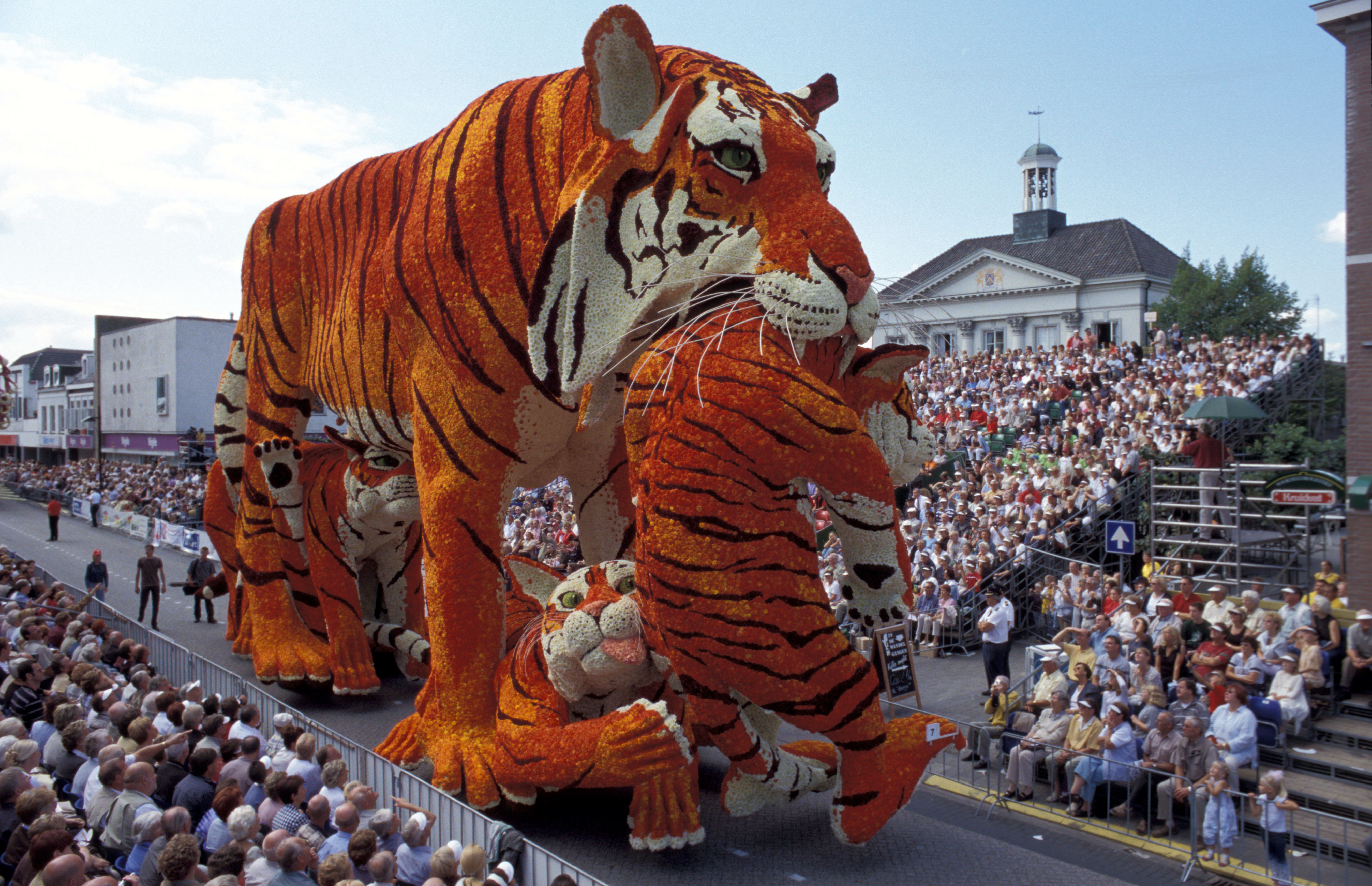
Скульптура на Блуменкорсо в Зундерті

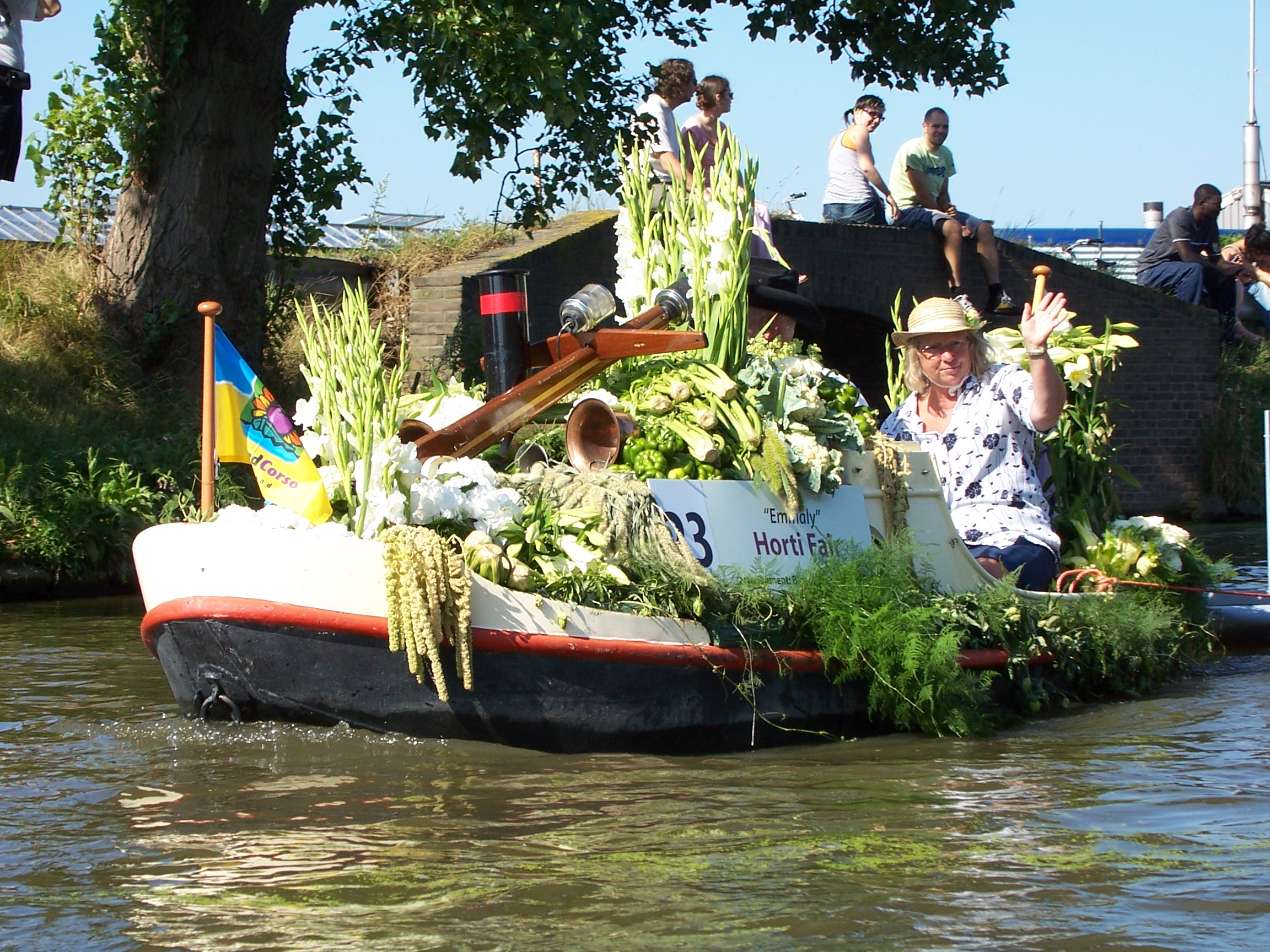
Квітковий човен на параді квітів у Вестленді

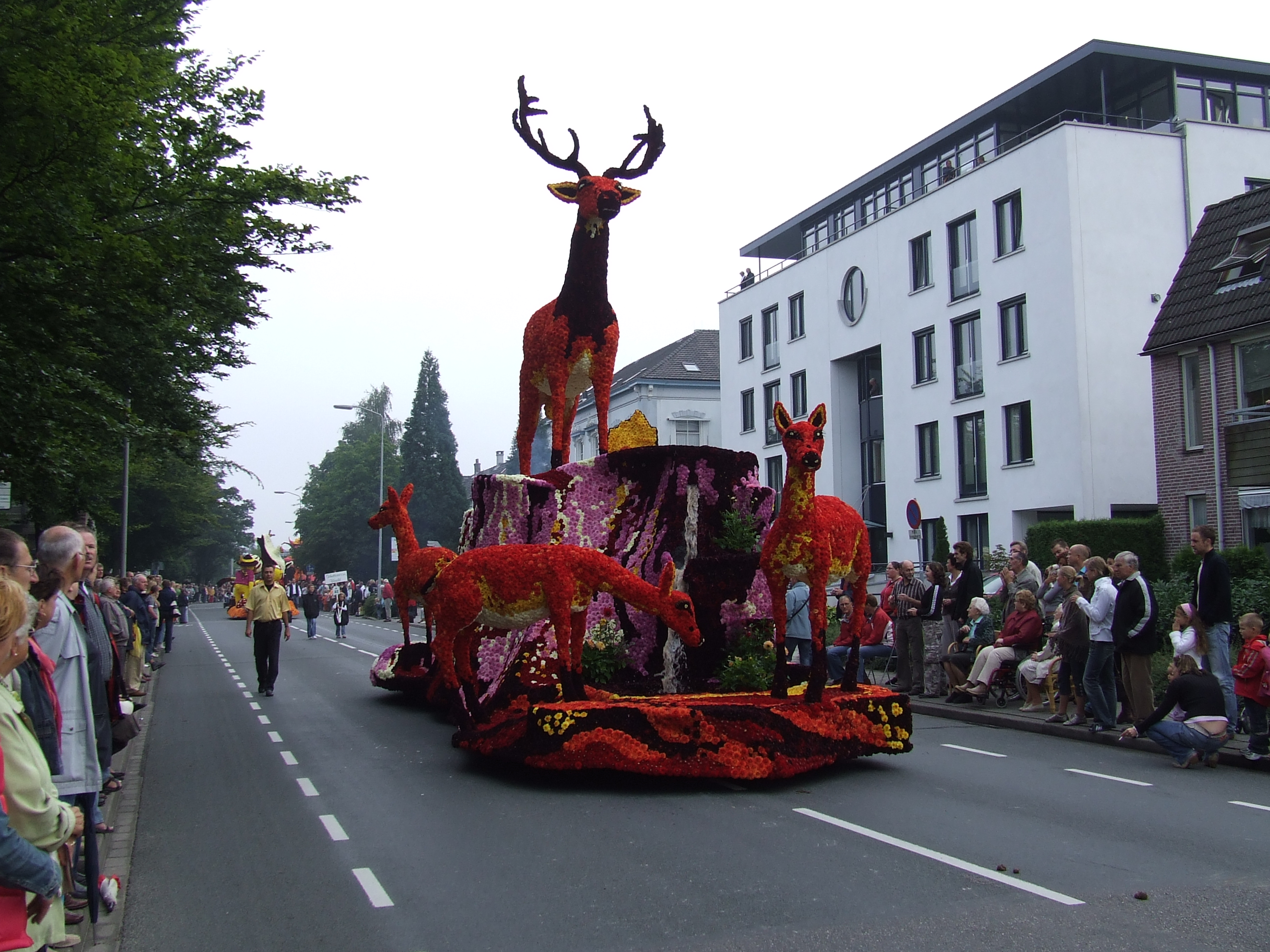
Скульптура на параді квітів у Вінтерсвейку

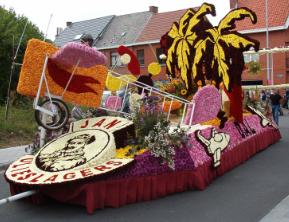
Квітковий парад у Сінт-Гілліс-бій-Дендермонде

Блу́менкорсо (голландське слово) означає квітковий парад, «квітковий конкурс» або «квіткова процесія». Під час параду такого роду кораблі (praalwagens), автомобілі та (в деяких випадках) човни пишно прикрашені або вкриті квітами. Цей звичай сягає корінням ще в середні віки. Кожен парад має свій характер, шарм і тематику. У багатьох містах і регіонах Нідерландів і Бельгії щорічно проводяться паради.
У грудні 2021 року культуру парадів квітів і фруктів у Нідерландах було внесено до Міжнародного репрезентативного списку нематеріальної культурної спадщини людства ЮНЕСКО.

## Нідерланди
- Алсмер, Алсмер блуменкорсо (1948—2007)
- Белтрюм, Блуменкорсо Белтрюм
- Белт-Схютслот, Гондельварт Белт-Схютслот
- Дроґегам, Прогулянка на гондолі Дроґегамі
- Дюни -і Болленстрік, Блуменкорсо Болленстрік
- Елде, Блуменкорсо Елде
- Елім, Блуменкорсо Елім[4]
- Фредеріксорд, Флораліакорсо Фредеріксорд
- Лірсим, Блуменкорсо Лірсим[5]
- Рейнсбург-Катвейк-Нордвейк, Рейнсбургкорсо[6]
- Лемелервелд, Блуменкорсо Лемелервельд
- Ліхтенворде, Блуменкорсо Ліхтенворде[7]
- Нордвейк-Сассенхейм-Ліссе-Гарлем, Блуменкорсо Болленстрік[8]
- Реккен, Блуменкорсо Реккен
- Рулофарендсвен, Блуменкорсо Рулофарендсвен
- Сінт-Янсклостер, Сінт-Янсклостер Блуменкорсо
- Валкенсвард, Блуменкорсо Валкенсвард
- Волленгове, Блуменкорсо Волленгове
- Вортгейзен, Блуменкорсо Вортгейзен[9]
- Вінкель, Блуменкорсо Вінкель
- Вестланд, Варенд Корсо Вестланд
- Вінтерсвейк, Блуменкорсо Вінтерсвейк
- Зундерт, Блуменкорсо Зундерт.[10] Найбільший квітковий парад у світі.

## Бельгія
- Бланкенберґе, Блуменкорсо Бланкенберґе
- Гергенрац, Блуменкорсо Гергенрац[11]
- Люнаут, Блуменкорсо Люнаут
- Сінт-Гілліс-бій-Дендермонде, Сінт-Гілліс-бей-Дендермонде Блуменкорсо